# (149348) 2002 VS130
(149348) 2002 VS130 est un objet transneptunien faisant partie des cubewanos.

## Caractéristiques
(149348) 2002 VS130 mesure environ 160 km de diamètre.

## Orbite
L'orbite de (149348) 2002 VS130 possède un demi-grand axe de 45,334 ua et une période orbitale d'environ 305 ans. Son périhélie l'amène à 39,647 ua du Soleil et son aphélie l'en éloigne de 51,022 ua. Il s'agit d'un cubewano.

## Découverte
(149348) 2002 VS130 a été découvert le 7 novembre 2002.